# Паламед (Софокл)
«Паламед» (др.-греч. Παλαμήδης) — трагедия древнегреческого драматурга Софокла на тему мифов о Троянской войне. Её текст почти полностью утрачен.
Главный герой пьесы — эвбейский герой Паламед, один из вождей ахейцев, осаждавших Трою. Именно он заставил Одиссея присоединиться к походу, раскрыв его безумие. Одиссей за это возненавидел Паламеда и нашёл способ ему отомстить: он спрятал под палаткой Паламеда мешок с золотом и подбросил письмо, якобы написанное царём Трои Приамом. Ахейцы поверили, что Паламед — изменник, и побили его камнями.
Этому сюжету посвятили по трагедии с одним и тем же названием, кроме Софокла, Эсхил и Еврипид.. Во всех трёх случаях уцелели только небольшие отрывки, но от «Паламеда» Софокла осталось меньше всего. Это одна строка общего содержания («…Уж с первых слов ты будь благоречива…») и фрагмент на шесть строк, в котором кто-то из персонажей защищает главного героя перед войском: по его словам, Паламед научил ахейцев играть в кости и шашки и спас их таким образом от безделья. Этому же герою оратор приписывает и спасение войска от голода.
О мести за Паламеда Софокл рассказал в пьесах «Навплий приплывающий» и «Навплий-возжигатель», текст которых тоже почти полностью утрачен.